# Lehnstedt (Hagen im Bremischen)
Lehnstedt (niederdeutsch Leernst) ist eine Ortschaft in der Einheitsgemeinde Hagen im Bremischen im niedersächsischen Landkreis Cuxhaven.

## Geografie

### Lage
Lehnstedt befindet sich im äußersten Süden des Landkreises Cuxhaven zwischen den Städten Bremerhaven und Bremen. Das Dorf liegt östlich der Bundesautobahn 27 in der Höhe der Abfahrt (13) nach Uthlede.

### Ortsgliederung
Lehnstedt gliedert sich in folgende Ortsteile:
1. Born
2. Heuberg
3. Lehnstedt (Hauptort)
4. Neuenhausen
5. Seedorf

(Quelle:)

### Nachbarorte
|         | Ortschaft Hagen                             | Dorfhagen        |
| Uthlede | Kompassrose, die auf Nachbargemeinden zeigt | Wulsbüttel Heine |
|         | Schwanewede (Landkreis Osterholz)           |                  |

(Quelle:)

## Geschichte
Der Ortsname Lehnstedt bedeutet wörtlich übersetzt „Dorf an den Hügeln“.
Erstmals erwähnt wurde Lehnstedt 1105 durch Erzbischof Friedrich I. von Bremen in einer Urkunde, damals noch als Hlidenstede. Um 1400 brannte Lehnstedt bis auf die Grundmauern nieder und wurde an anderer der jetzigen Stelle wieder aufgebaut. Lehnstedt bildete 1849 mit Seedorf eine Schulgemeinde mit Unterricht an verschiedenen Orten. 1862 wurde für Lehnstedt die erste Schule in der Art eines Bauernhauses gebaut, da der Lehrer sich auch landwirtschaftlich betätigte.
1902 gründete Lehnstedt zusammen mit Neuenhausen die Freiwillige Feuerwehr. Elektrischen Strom erhielt Lehnstedt 1920. 1957 wurde im Lehnstedter Moor vergeblich mit einem Bohrturm nach Öl gebohrt. Heute erinnert die danach benannte Bohrturmstraße daran. Erst 1975 erhielt Lehnstedt Straßennamen, vorher waren alle Häuser fortlaufend nummeriert. Zwei Jahre später bekam Lehnstedt durch den Bau der Bundesautobahn 27 einen Autobahnanschluss. Große Jubiläumsfeiern gab es 2002 zum hundertjährigen Bestehen der Freiwilligen Feuerwehr sowie 2005 zur Feier „900 Jahre Lehnstedt“.
Das viel jüngere Dorf Neuenhausen bestand vor 1762en und ist um 1791 mit 22 Feuerstellen erstmals genannt worden. Zuvor hatte der Ort wohl den Namen Baehrensholz oder Behrnsholt. Es war bis 1929 ein eigenständiges kleines Dorf. Das namensgebende Rittergut Neuenhausen (neues Hus), 1537 erstmals erwähnt, gehörte einer Seitenlinie (ab 1406) der Familie von Wersebe. Einzelne meyerpflichtige Höfe stammen u. a. von 1652 (Nr. 1 mit der alten Stahleke) und 1703 (Nr. 9). 1809 plante der letzte Neuenhausener Burgherr Wersebe einen Aufstand gegen Napoléon Bonaparte. Erst 1856/57 lösten sich vier Landwirte aus Neuenhausen von der Meyerpflicht.

### Eingemeindungen
Am 1. August 1929 wurde die ehemals selbständige Gemeinde Neuenhausen in die Gemeinde Lehnstedt eingemeindet.
Die Samtgemeinde Hagen entstand zum 1. Januar 1970 und umfasste mit Lehnstedt zunächst 16 Gemeinden. Nach § 7 des Gesetzes zur Neugliederung der Gemeinden im Raum Bremervörde vom 13. Juni 1973 (Nds. GVBl. S. 183) wurde das zuvor eigenständige Lehnstedt im Zuge der Gebietsreform in Niedersachsen, die am 1. März 1974 stattfand, in die Gemeinde Wulsbüttel eingegliedert.
Im Juni 2013 wurde beschlossen, die Samtgemeinde Hagen zum 1. Januar 2014 aufzulösen und aus ihrem Gebiet die Einheitsgemeinde Hagen im Bremischen mit seinen 16 Ortschaften zu bilden.

### Einwohnerentwicklung
| Jahr      | 1910  | 1933  | 1939  | 1950   | 1956   | 1961   | 1970   | 1973   | 2017  |
| --------- | ----- | ----- | ----- | ------ | ------ | ------ | ------ | ------ | ----- |
| Einwohner | 281 ¹ | 265   | 271   | 456    | 319    | 325    | 363    | 368    | 513   |
| Quelle    | [ 8 ] | [ 9 ] | [ 9 ] | [ 10 ] | [ 10 ] | [ 11 ] | [ 11 ] | [ 12 ] | [ 1 ] |

¹ das 1929 eingemeindete Neuenhausen (= 138 Einwohner) mit einberechnet
|  |

## Politik

### Gemeinderat und Bürgermeister
Auf kommunaler Ebene wird die Ortschaft Lehnstedt vom Rat der Gemeinde Hagen im Bremischen vertreten.

### Ortsvorsteher
Der Ortsvorsteher von Lehnstedt ist Benjamin Pauls (CDU). Die Amtszeit läuft von 2021 bis 2026.

### Wappen
Der Entwurf des Kommunalwappens von Lehnstedt stammt von dem Heraldiker und Wappenmaler Albert de Badrihaye, der zahlreiche Wappen im Landkreis Cuxhaven erschaffen hat.
| Wappen von Lehnstedt | Blasonierung: „In Blau auf grünem Boden ein silbernes Großsteingrab, überhöht von drei goldenen Blättern mit drei goldenen Eicheln in Gabelstellung.“ |
| Wappen von Lehnstedt | Wappenbegründung: Das Großsteingrab in Lehnstedt ist ein Wahrzeichen des Dorfes, die Eicheln sind Sinnbilder des Eichenwaldes.                        |

## Kultur und Sehenswürdigkeiten

### Bauwerke
- Wohn- und Wirtschaftsgebäude Borner Straße 12 von um 1790
- Töpferwerkstatt Neuenhausen aus dem 19. Jh.
- Im Ort Lehnstedt und südlich davon liegen noch sieben mehr oder weniger beschädigte Großsteingräber.[15] Vier finden sich in dem großen Forst Düngel.[16] Zwei am „Vorgeschichtspfad Düngel“ liegende sind restauriert.

### Vereine
- Dorfjugend Lehnstedt
- Freiwillige Feuerwehr Lehnstedt
- Heimatverein Lehnstedt